# ジョージ・マカートニー (初代マカートニー伯爵)

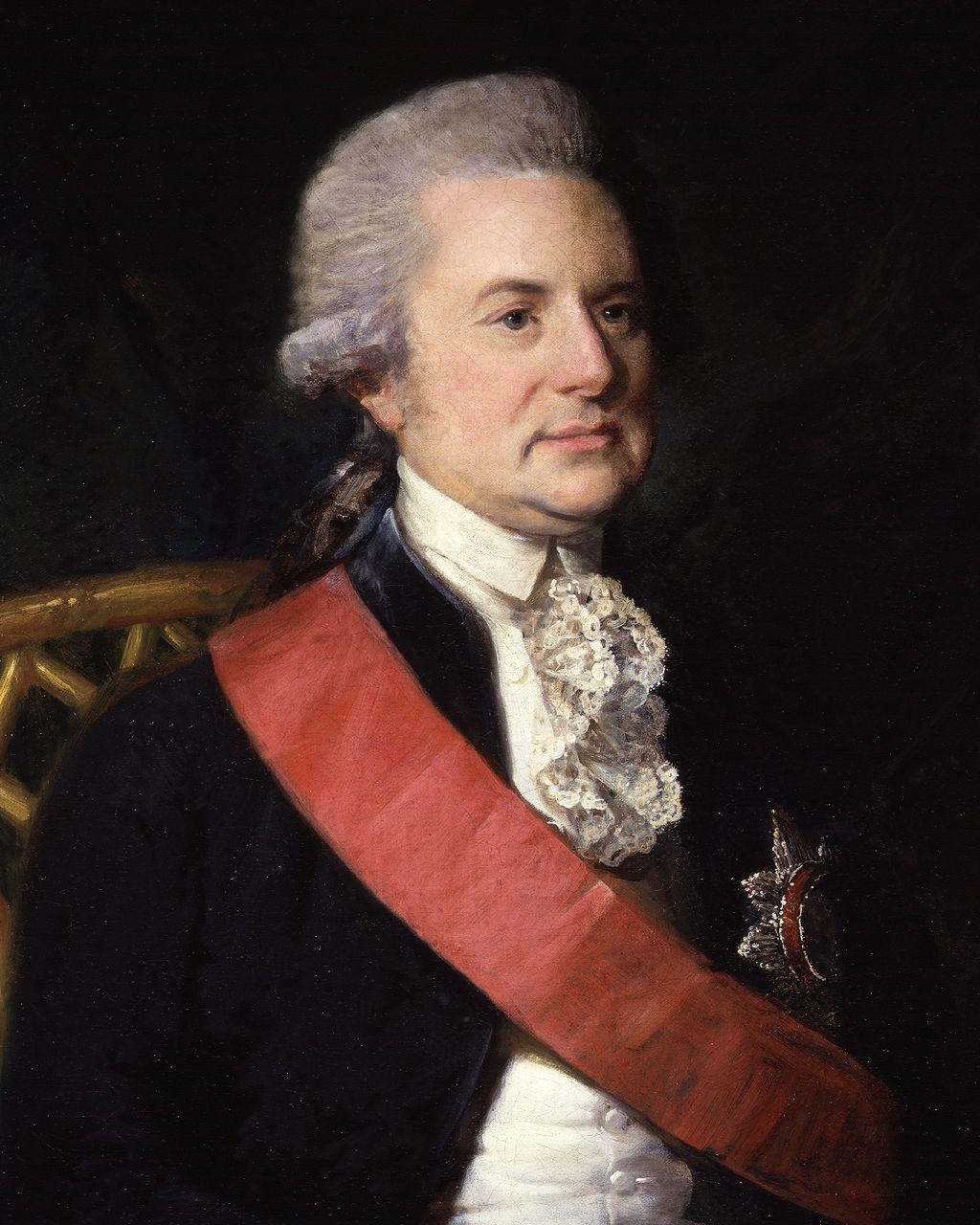
ジョージ・マカートニーの肖像画。レミュエル・フランシス・アボット画、1785年ごろ。

初代マカートニー伯爵ジョージ・マカートニー（英語: George Macartney, 1st Earl Macartney KB PC PC (Ire) FRS FSA、1737年5月14日 – 1806年5月31日）は、イギリスの外交官、植民地行政官。駐ロシア大使、アイルランド主席政務官、グレナダ総督、マドラス総督、駐清大使（マカートニー使節団）、ケープ植民地総督という経歴は『アイルランド人名事典』で「地球の四隅を訪れた」と評され、財を成したことから「それほど裕福でない家系出身でも、運と能力に恵まれば、18世紀の大英帝国で出世できる」事例と評された。

## 経歴

### 生い立ち
ジョージ・マカートニー（George Macartney、1779年1月12日没、ジョージ・マカートニーの次男）と妻エリザベス（1755年没、ジョン・ウィンダーの娘）の息子として、1737年5月3日にアントリム県リッサヌア（Lissanoure）で生まれた。マカートニー家はスコットランド出身の家系であり、マカートニーの曽祖父の代、1649年にスコットランド南西部のカークブリーシャーからアルスターに移住し、祖父の代に財を成して地主になった。しかし祖父は次男（マカートニーの父）に遺産を残そうとせず、遺言状で長男チャールズと孫ジョージに遺産を残した。
マカートニーは1745年7月18日にキルデア県リークスリップの寄宿学校に入学した。この学校はダブリン大学トリニティ・カレッジへの進学を目指す学生向けの進学校であり、古典学とフランス語を中心に教えた。マカートニーは1750年6月10日にトリニティ・カレッジに入学、『完全貴族要覧』では1759年にM.A.の学位を修得したとし、『アイルランド人名事典』ではおそらく1754年に卒業したとしている。1757年秋にロンドンに引っ越し、そこで大学時代の教師であったウィリアム・デニス（William Dennis）の紹介を受けてエドマンド・バークと親友になった。ロンドンでは当初リンカーン法曹院入学を目指したが、翌年に代わりにミドル・テンプルに入学した。ちょうどこの時期に祖父が亡くなって遺産をいくらか相続し、さらに1759年に伯父チャールズが死去すると残りの遺産を相続したことで、マカートニーは弁護士を目指さず、代わりに大陸ヨーロッパへの旅行（グランドツアー）を計画した。
グランドツアーでは1760年にイタリア（ミラノ、トリノ、ルッカ、ピサ、フィレンツェ、ボローニャ、ローマ）を6か月間旅し、冬をジュネーヴで過ごした。ジュネーヴで政治家ヘンリー・フォックス（のちの初代ホランド男爵）の長男スティーブン・フォックスに出会い、以降ホランド男爵家と親しくなった。ホランド男爵家の邸宅であるホランド・ハウスにも頻繁に訪れ、『オックスフォード英国人名事典』ではスティーブンがギャンブルにのめりこんでおり、マカートニーがそれを止めることに期待が寄せられたためだとした。
1761年7月にスティーブンとともに一時帰国した後、12月には再びジュネーヴに向かい、ジャン＝ジャック・ルソー、ヴォルテール、ジャン・ル・ロン・ダランベール、クロード＝アドリアン・エルヴェシウスといった哲学者と知り合った。1763年、マカートニーとスティーブンはパリでホランド男爵夫婦に会った後、フランスとオランダを旅し、マカートニーはさらにスティーブンの弟チャールズ・ジェームズ・フォックスとドイツを旅した。

### 駐ロシア大使
1764年初に帰国すると、ホランド男爵はミッドハースト選挙区でマカートニーを当選させようとし、それが失敗した後は代わりとして1764年8月22日（『オックスフォード英国人名事典』では10月4日）に在ロシアイギリス特命全権公使の官職をマカートニーに与えた。同年10月19日、出発する前のマカートニーは騎士爵に叙された。
ベルリン、ダンツィヒ経由で12月27日にサンクトペテルブルクに着いた後、在ロシア公使としてイギリスとロシアの通商条約交渉に取り掛かろうとしたが、病気になったことで交渉が延期された。1765年8月に全権を与えられないままロシアと通商条約を締結し、イギリスのロシアにおける最恵国待遇を守ったが、ロシア経由のアフシャール朝ペルシアとの通商は解禁できず、条約が本国で拒否された。再交渉を求められたロシアは怒ったが、最終的には再交渉に応じ、通商条約は1766年に締結され、マカートニーは同年6月にポーランドの白鷲勲章を授与された。
チャールズ・ジェームズ・フォックスはマカートニーによるロシア皇帝エカチェリーナ2世への演説を称え、エドマンド・バークもすばらしいと思うだろうと述べた。マカートニーはロシアでの見聞についてAccount of the Russian Empireを著し、1767年に私的に出版した。

### 1度目の議員期
マカートニーは1766年6月にホランド男爵に手紙を書き、外交官の仕事に不満はないと述べつつ、昇進の道がないため議会の議席を求めた。このときには首相が大ピットに代替わりしており、大ピットがハンス・スタンリーを駐ロシア大使に任命したことでマカートニーは1767年4月3日にサンクトペテルブルクを発ち、コペンハーゲン経由で8月に帰国した。ホランド男爵はすぐにマカートニーの議会入りに向けた交渉をはじめ、ストックブリッジ選挙区、ついでピーターズフィールド選挙区での出馬を模索した。ピーターズフィールドでは一度内定に至ったが、スタンリーが赴任せず、マカートニーは11月20日に再度駐ロシア大使に任命された。そこでマカートニーはピーターズフィールドでの後援者ジョン・ジョリフに辞退の手紙を書いてしまった。もっとも、『アイルランド人名事典』はマカートニーが通商条約交渉でニキータ・パーニンを怒らせ、さらに女官2名と関係をもったことでエカチェリーナ2世の怒りも買い、ロシア宮廷ではペルソナ・ノン・グラータ同然になっており、再就任などできるはずもないと評していて、マカートニーは最終的にはロシアに赴任しなかった。
1768年イギリス総選挙でコッカーマス選挙区から出馬して当選した。コッカーマスは第5代準男爵サー・ジェームズ・ラウザーの懐中選挙区であり、ラウザーはマカートニーの義兄（妻の姉の夫）にあたる。
グレートブリテン庶民院における1度目の議員期では政府を支持し、1768年11月にラウザーに対する選挙申立の審議ではじめて発言した。ホレス・ウォルポールによれば、マカートニーの演説自体は称賛されたが、審議に大きな影響を与えることはできなかった。

### アイルランド主席政務官と2度目の議員期
1768年2月1日、ジェーン・ステュアート（Jane Stuart、1742年4月 – 1828年2月28日、イギリス首相第3代ビュート伯爵ジョン・ステュアートの娘）と結婚した。ジェーンは子供のときに患った天然痘で顔に瘢痕ができ、耳も悪かったが、マカートニーは真摯にジェーンを愛し、1786年6月の手紙でジェーンを“my dearest love”と呼んでいる。ジェーンは一度妊娠したが流産し、結局子供はできなかった。
義母メアリーはマカートニーの再度のロシア赴任を禁じ、代わりに駐トリノ公使、戦時大臣といった官職が検討された。ちょうどこの時期に選挙区での後援者ラウザーがマカートニーに議席を譲るよう圧力をかけており、その代償としてマカートニーはビュート伯爵の支持を受けて1769年1月1日にアイルランド主席政務官に就任、3月にグレートブリテン庶民院議員を退任した。
まだ主席政務官就任も決まっていない1768年7月にアーマー・バラ選挙区にてアイルランド庶民院議員に選出され、1776年まで務めた。これは主席政務官の職務上必要であるためだった。1769年3月30日にアイルランド枢密院の枢密顧問官に任命された。この時期、アイルランド総督の第4代タウンゼンド子爵ジョージ・タウンゼンドは改革を進めようとして、現地の「アンダーテイカー」と政争を繰り広げており、マカートニーは一旦タウンゼンドの代表としてロンドンに戻ったが、内閣がアイルランド総督の改革に同意せず、アイルランド議会の開会が近づいたことで9月にダブリンに戻った。マカートニーのロンドン行きにはもう1つの目的があった。すなわち、すでに駐ロシア大使を務めていたマカートニーにとって、アイルランド主席政務官就任は降格であり、ロンドンで駐スペイン大使の官職を得るための活動もしたが、失敗に終わっている。
1769年10月に開会したアイルランド議会はわずか2か月でタウンゼンドの命令により閉会、次に開かれたのは1771年2月のことだった。この1年以上の閉会期間中にタウンゼンドとマカートニーは多数派工作を行い、アンダーテイカーのアイルランド庶民院議長ジョン・ポンソンビー閣下は開会後に議長辞任を余儀なくされた。マカートニーは主席政務官としてアイルランド庶民院で与党側を主導し、ヘンリー・フラッド、チャールズ・ルーカスら野党に対抗し、温和ながら野党に対し断固とした態度をとったと『英国人名事典』で評された。一方で就任から1年も満たないうちにアイルランド貴族への叙爵を申請し、タウンゼンドは申請をロンドン政府に転送したが、申請は1770年2月に国王ジョージ3世に却下された。
1772年5月29日にバス勲章を授与された後、同年にタウンゼンドが召還されるとマカートニーも10月に退任の代償として1,500ポンドの年金を得て、11月に主席政務官を退任した。これらの補償にもかかわらずマカートニーは不満を感じ、1773年1月のアイルランド国務大臣ジョン・ヒーリー＝ハッチンソンへの手紙で不平を述べた。もっとも、退任自体には喜んでおり、『アイルランド人名事典』は帝国主義者のマカートニーにとって、アイルランド国内の事務にしか関心のないアイルランド議会は大して重要ではないものだろうと評した。
マカートニーは再度グレートブリテン庶民院議員になることを求め、義父ビュート伯爵がスコットランドのバラ選挙区での当選を約束した。年金を受給していたため庶民院議員になれなかったが、マカートニーは年金を放棄して、代わりに1774年にトゥーム城総督（Constable of Toome Castle）という年収1,000ポンド相当の閑職に任命された（のちに在ロシア大使の在任中に負った借金を返すために売却した）。ビュート伯爵は約束通り1774年イギリス総選挙でエア・バラ選挙区での候補としてマカートニーを推挙、有力者の第5代アーガイル公爵ジョン・キャンベルはマカートニーがスコットランド人ではないとして反対したが、スコットランド人の末裔でスコットランドにわずかな領地を有し、ビュート伯爵の娘婿であることから反対を取り下げ、マカートニーは当選した。2度目の議員期では投票の記録がなく、貿易について発言した。

### グレナダ総督と3度目の議員期
1775年11月にグレナダ、トバゴおよびグレナディーン総督に任命され、12月12日に『ロンドン・ガゼット』で発表された。これにより1776年1月にグレートブリテン庶民院議員とアイルランド庶民院議員を退任、5月3日に妻とともにグレナダのセントジョージズに到着した。1776年7月19日、アイルランド貴族であるアントリム県リッサヌアのマカートニー男爵に叙された。
現地では美しい景色や多様な住民を高く評価したが、有力者を頑迷と断じて、トバゴ議会を解散した。続いて経済問題にとりかかり、アメリカ独立戦争で敵対しているフランスに備えて民兵隊の編成を計画した。計画は間に合わず、マカートニーは1779年7月にフランス軍の侵攻を受けて降伏、捕虜としてフランスのリモージュに送られたが、すぐに捕虜交換で釈放され、11月に帰国した。妻は捕虜にならず逃亡に成功した。マカートニーが本国に送った降伏の報せによると、フランス軍が戦列艦25隻、フリゲート12隻、陸軍6,500人という大軍に対し、守備軍が正規軍の歩兵101人、砲兵24人、海員数人と民兵300から400人しかいなかったという。1780年、首相ノース卿によりアイルランドへ秘密裏に派遣された。この時期にはすでにアイルランド王国とグレートブリテン王国の合同を提唱したが、その主張に耳を傾ける人はいなかった。
1780年イギリス総選挙で初代ノーサンバランド公爵ヒュー・パーシーの懐中選挙区であるベア・アルストン選挙区から出馬して、無投票で当選した。

### マドラス総督
1780年11月にイギリス東インド会社がマドラス総督に社員以外を任命するとの方針を決定した。マカートニーは貿易に関する知識とインド諸派に対する公正さ、そして海軍大臣の第4代サンドウィッチ伯爵ジョン・モンタギューからの支持を武器に東インド会社の理事会を説得し、東インド会社の社員でない初のマドラス総督となった。マカートニーは1781年2月に議員を辞任、2月21日に出発して6月22日にマドラスに到着した。妻は耳が遠くなっており、マドラスへ向かわず、かわりにグレナダでの秘書官だったジョージ・ストーントンが同行した。
マカートニーは就任とともに第四次英蘭戦争開戦の報せをインドに届けており、また第二次マイソール戦争でハイダル・アリーがカーナティック地方に侵攻したことを知った。マカートニーはすぐさまにオランダ領への侵攻を命じ、ナーガパッティナム包囲戦やトリンコマリー占領で勝利した。ハイダル・アリーに対しても東インド会社軍を率いたエア・クート将軍が1781年7月1日のポルト・ノヴォの戦いで勝利し、マカートニーは講和交渉を提案した。しかしマカートニーはクートとの間で争いが起こり、インド総督ウォーレン・ヘースティングズがクートを正式に総指揮官に任命してマカートニーを牽制した。またカルナータカ太守ムハンマド・アリー・ハーンはイギリスに多くの借金を重ねており、マカートニーは戦争への備えを目的に、借金の代償としてカルナータカ太守の歳入を管理しようとしたが、ヘースティングズに阻まれた。フランス軍の侵攻が現実となったことでヘースティングズは一旦譲歩したが、マカートニーが歳入を一向に太守に返そうとせず、ヘースティングズは1783年5月までに再びマカートニーと敵対した。軍のほうではクートが病気になったが、その後任であるジェームズ・ステュアートもマカートニーと仲が悪かった。その結果、ハイダル・アリーが死去してインド諸邦の結束が緩まっていたにもかかわらず、東インド会社は大規模な攻勢に出られなかった。
フランスは1783年にパリ条約でイギリスと講和したが、ヘースティングズはハイダル・アリーの後継者ティプー・スルターンとの交渉をはじめることを拒否し、ティプー・スルターンのほうから講和を提案されてようやく交渉の場につくことに同意した。1784年3月11日に締結されたマンガロール条約でティプー・スルターンはカルナータカに対する請求をすべて取り下げ、東インド会社理事会は1784年10月15日にマカートニーの頭越しにカルナータカ太守の歳入管理を解消した。そこでマカートニーは秘書ストーントンをロンドンに送って自身の主張を広め、エドマンド・バークが1785年2月28日に庶民院で東インド会社の統治における汚職について告発することとなった。この時代には東インド会社の統治で汚職が横行していたが、マカートニーは汚職には手を出さなかったとされ、在任中に横領なしで30,000ポンドもの貯金をしたという。
マドラス自体の統治に関しては、スティーブン・ポパムが提出した計画を採用して警察委員会（Board of Police）を設立したほか、1792年に本国で成立した法律でイギリス東インド会社に地方税を徴収する権限が与えられ、税率を5%に定めた。
マカートニーは1785年6月にマドラス総督を辞任したが、最後の努力としてカルカッタでベンガル総督を説得しようとし、失敗に終わった。しかも病気になり、一時カルカッタから離れられなかった。一方で本国では2月にマカートニーに対しベンガル総督の就任を打診しており、この報せは7月にカルカッタ滞在中のマカートニーのもとに届いた。しかしマカートニーは就任を辞退して、8月14日に帰国の途につき、1786年1月に到着した。
帰国後、ジェームズ・ステュアートがマカートニーを批判して、マカートニーがステュアートに決闘の挑戦状を突きつけるという事件が起こった。2人の決闘は1786年6月8日にハイド・パークで行われ、マカートニーが重傷を負った。同年にメイフェアのカーゾン・ストリート3号にある邸宅を購入した。このほか、1786年ごろにサリー州パークハースト（Parkhurst）を購入したが、1799年に売却し、代わりにチジックのコーニー・ハウス（Corney House）を賃貸した。1788年3月12日、アイルランド貴族院議員に就任した。
マカートニーのマドラス総督としての評価は、『アイルランド人名事典』によれば首相小ピットとの会談（1786年1月）では好評を得られず、グレートブリテン貴族への叙爵も得られなかった。同事典が評したところでは、マカートニーはマドラス総督の在任中、現地関係者のほぼ全員（ヘースティングズ、クート、ポール・ベンフィールド、ジョン・マクファーソン、カルナータカ太守）と敵対したことがあり、健康の悪化も相まってマカートニーにとっては難しい時期だった。

### 清への使節団

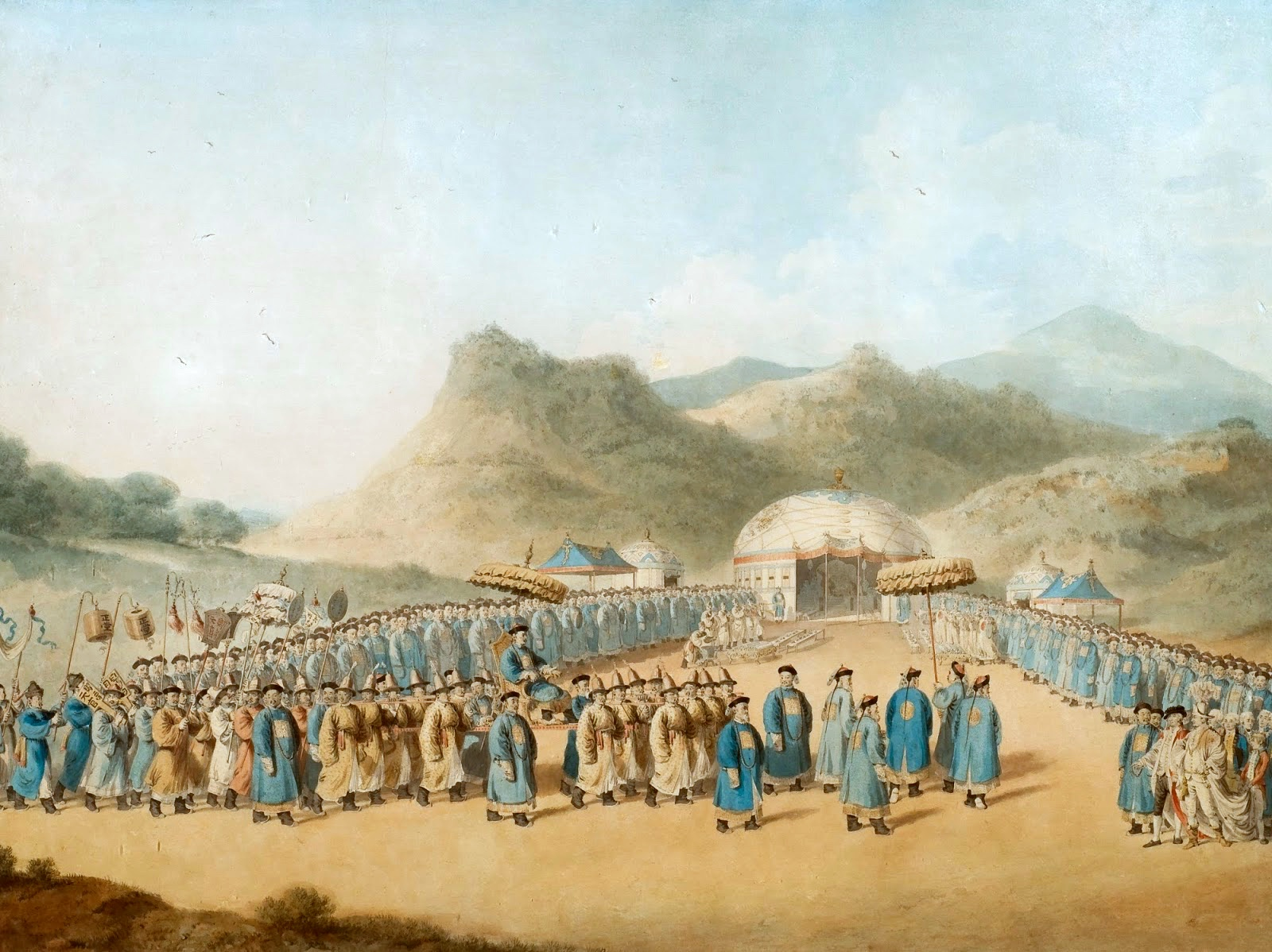
マカートニーが乾隆帝に謁見するときの様子。ウィリアム・アレグザンダー画、1793年。

1791年秋、内務大臣ヘンリー・ダンダスは清朝への使節についてマカートニーに打診、色よい返事が得られたことで12月22日に任命が決定され、年収は10,000ポンドとした。このマカートニー使節団の主目的はイギリスの科学技術の先進さを示して貿易改善、特に茶貿易の安定化を交渉し、できればイギリス商人が日本やコーチシナに進出できるよう図る、というものであり、ほかには茶の栽培と製造に関する情報収集も目的の1つだった。清朝への使節は1787年7月にチャールズ・アラン・カスカートが任命されたが、清に到着する前に病死している。
1792年5月2日、グレートブリテン枢密院の枢密顧問官に任命された。7月19日、アイルランド貴族であるアントリム県ダーヴォックのマカートニー子爵に叙され、帰国後に伯爵に叙するという内定も得た。マカートニー、ストーントンなど94人からなるマカートニー使節団はダンダスの9月8日付の命令書をもって、9月26日にライオン号でポーツマスから出発し、ライオン号にはイギリスの工業製品や乾隆帝を喜ばせるためのおもちゃが載せられた。1793年6月20日にマカオに着き、7月には天津へ到達した。
1793年（乾隆58年）9月14日、マカートニーは熱河離宮で乾隆帝に謁見した。このとき、乾隆帝への三跪九叩頭の礼（3回跪き、9回頭を地に擦りつける）を求められたが、なんとか回避して、代わりに片膝をついて信任状を手渡した。以降再度の謁見はかなわず、友好通商条約の交渉はヘシェン（和珅）に拒否され、さらに10月3日には北京に着いてわずか1週間にもかかわらず退去を命じられた。清は自国が自給自足できると考え、イギリス商人には恩恵として貿易を許可したにすぎず、マカートニー使節団も朝貢使節とみなされたのであった。マカートニーは帰路で内陸を旅して広州を経由、そこでイギリス商人への待遇改善を説いたが、具体的な改革は進められなかった。広州では12月23日にダンダスへの手紙を出し、日本への使節団派遣を主張したが、すでに北京で受け取っていたフランス革命戦争勃発の報せを広州で正式に確認したことで、使節団がバタヴィアからのフランス艦隊に攻撃される危険が生じ、マカートニーは最終的には日本行きを諦めた。
使節団は1794年1月9日に清を離れ、9月5日にロンドンに到着した。出発する前の内定通り、マカートニーは1794年3月1日にアイルランド貴族であるマカートニー伯爵に叙された。
マカートニーは清朝が在北京公使を認めなかったことで貿易拡大の試みが頓挫したとのちに結論付けた。もっとも、20世紀の歴史学者ジョン・ロンスロット・クランマー＝ビング（John Launcelot Cranmer-Byng）は「使節団が成功する可能性は最初から僅かすらない」と評し、『アイルランド人名事典』は清がイギリスを下に見て朝貢を求め、イギリスは対等の国から貿易における譲歩を引き出そうとしたとし、最初から共通の土台になかったと評した。『ブリタニカ百科事典』はマカートニー使節団の失敗をアヘン戦争の一因と評している。
マカートニーは清での見聞を日記を残し、この記録はイギリス人による中国研究の出発点となった。茶の情報収集に関しては茶樹の持ち帰りに成功したが、カルカッタでの移植は失敗した。

### ヴェローナでの任務
1795年7月10日に秘密任務を受けて、ヴェローナに亡命していたプロヴァンス伯ルイ・スタニスラス（のちのフランス王ルイ18世）のもとに向かった。本国からプロヴァンス伯の近くに泊まるという命令も受けた。秘密任務はプロヴァンス伯が発するつもりである、共和派への脅迫的な「ヴェローナ宣言」（Verona declaration）の文言を和らげるという目的だったが、宣言はマカートニーがヴェローナに到着する数週間前に発され、プロヴァンス伯も譲歩をすべきではないと判断した。マカートニーは11月に休暇を取ってイタリア（パドヴァ、ヴェネツィア、ボローニャ、フィレンツェ、ナポリ、ローマ）を旅し、1796年4月にイタリアを発って帰国した。帰国後の1796年6月8日にグレートブリテン貴族であるカークブリーにおけるオーキンレックおよびサリー州におけるパークハーストのマカートニー男爵に叙され、9月27日にグレートブリテン貴族院議員に就任した。

### ケープ植民地総督
1796年、ダンダスは帰国してきたマカートニーに対し、年収10,000ポンドのケープ植民地総督への就任を打診し、マカートニーは健康が悪化した場合帰国してもよいという条件をつけて受諾し、1796年12月30日にケープ植民地総督に正式に任命された。1797年5月4日にケープタウンに到着した（妻はこのときには完全に失聴しており、ケープタウンに同行しなかった）。ケープ植民地では譲歩と改革の形でボーア人（オランダ系入植者）との融和を図ったほか、拷問を廃止し、奴隷貿易を推進しなかった。またケープ植民地にある資源を鑑みて、その領有がインドを守る上で有利という一点でのみ有用であると断じ、イギリス東インド会社がケープ植民地を統治すべきと主張した。このごろには痛風、腎結石、痔を患い、視力も低下していたため、1798年12月に退職した。同様の理由により、1801年にアディントン内閣から打診を受けたインド庁長官への就任も辞退した。1801年、大英博物館理事に任命された。

### 死去
最晩年は主にリッサヌアに住み、たまにメイフェアの邸宅にも寄る程度だった。1800年代には体調がさらに悪くなり、リッサヌアを訪れたのは1804年夏が最後となった。また1800年代にアントリム県ダーヴォックを再建し、アントリム県ロックギルの地所を増築した。
1806年3月31日、カーゾン・ストリートの邸宅で死去、4月9日にチジックで埋葬された。爵位はすべて廃絶、遺産は遺言状に基づき、妻に毎年2,100ポンドが支払われるほかは姉妹エリザベスとジョン・バラキエール（John Balaquier）の娘エリザベス（トラヴァース・ヒュームの妻）が相続した。このエリザベスの息子ジョージ・ヒュームはのちに苗字をマカートニーに改めた。

## 著作
- An Account of Russia（1768年）
- An Account of Ireland in 1773（1773年）
- 中国に派遣された時期の日記がジョン・ロンスロット・クランマー＝ビング（John Launcelot Cranmer-Byng）の編集で1962年に出版された[27]。
  - 坂野正高訳注『中国訪問使節日記』（平凡社東洋文庫、初版1975年9月、ワイド版2004年9月）ISBN 978-4256182567

## 人物
マカートニーは中背で、穏やかな人柄であり、『英国人名事典』は「好感が持てる人物」と評した。書物を収集しており、1786年にリテラリー・クラブに入会、1792年ごろには会長を務めた。1792年6月7日、王立協会フェローに選出された。1795年4月30日、ロンドン考古協会フェローに選出された。1854年に所蔵の書籍が売却された。
駐ロシア大使の在任中に借金を重ね、1790年には2万ポンドを超えたが、マドラス総督、駐清大使、ケープ植民地総督といった官職を務めたことで改善し、借金を完済したうえ年収9,000ポンド相当となった。『アイルランド人名事典』はマカートニーを「それほど裕福でない家系出身でも、運と能力に恵まれば、18世紀の大英帝国で出世できる」事例であるとした。